# Savannah Broadus
Savannah Broadus (* 18. September 2002) ist eine US-amerikanische Tennisspielerin.

## Karriere
Broadus spielt bislang vor allem auf der ITF Women’s World Tennis Tour, wo sie einen Titel im Einzel und drei Titel im Doppel gewinnen konnte.
2019 erreichte sie im Juniorinnendoppel der French Open mit ihrer Partnerin Abigail Forbes das Achtelfinale. Im Juniorinnendoppel in Wimbledon gewann sie mit Savannah Broadus den Titel gegen Kamilla Bartone und Oxana Selechmetjewa mit 7:5, 5:7 und 6:2. Im Juniorinneneinzel der US Open 2019 stand sie in der zweiten Runde.

## Turniersiege

### Einzel
| Nr. | Datum             | Turnier | Kategorie | Belag             | Finalgegnerin | Ergebnis      |
| --- | ----------------- | ------- | --------- | ----------------- | ------------- | ------------- |
| 1.  | 10. November 2024 | Lincoln | ITF W15   | Hartplatz (Halle) | Rachel Gailis | 6:3, 4:6, 7:5 |

### Doppel
| Nr. | Datum             | Turnier      | Kategorie   | Belag             | Partnerin       | Finalgegnerinnen                | Ergebnis |
| --- | ----------------- | ------------ | ----------- | ----------------- | --------------- | ------------------------------- | -------- |
| 1.  | 11. Mai 2019      | Williamsburg | ITF $15.000 | Sand              | Vanessa Ong     | Elaine Chervinsky Kylie Collins | 6:3, 6:1 |
| 2.  | 15. Juli 2023     | Lakewood     | ITF W15     | Hartplatz         | Anita Sahdijewa | Reese Brantmeier Fiona Crawley  | 6:3, 6:3 |
| 3.  | 10. November 2024 | Lincoln      | ITF W15     | Hartplatz (Halle) | Carolyn Campana | Angella Okutoyi Merna Refaat    | 6:3, 6:3 |